# Långtjärnen (Jokkmokks socken, Lappland)
Långtjärnen är en sjö i Jokkmokks kommun i Lappland och ingår i Luleälvens huvudavrinningsområde.